# Teorema di Varignon
Il teorema di Varignon trova largo impiego nella statica, e nella geometria delle masse per il calcolo analitico del baricentro sia di sistemi di masse continui che discreti, mediante coordinate cartesiane.
Il teorema, che prende il nome dal suo celebre autore, Pierre Varignon (Caen, 1654 – Parigi, 23 dicembre 1722), comparve per la prima volta nel libro Projet d'une nouvelle mécanique, avec un exposé de l'opinion de M. Borelli sur les propriétez des poids, pubblicato nel 1682.

## Enunciato e applicazione
L'enunciato del teorema è il seguente:
"Un sistema di vettori le cui rette d'azione concorrano in uno stesso punto O è equivalente alla risultante del sistema applicata nel medesimo punto O. E, viceversa, un vettore applicato in un punto O può sempre essere scomposto in un sistema equivalente di n vettori applicati nello stesso punto"
L'enunciato può essere espresso anche come: "Il momento statico di un sistema di forze rispetto a un punto o un asse è equivalente al momento statico della risultante dello stesso sistema di forze rispetto allo stesso punto o asse".
Questo risultato si può trovare direttamente dalla definizione del momento di un vettore.
Infatti, il momento risultante di più vettori {\displaystyle \{{\vec {v_{1}}},{\vec {v_{2}}},...,{\vec {v_{n}}}\}} applicati nei punti {\displaystyle \{P_{1},P_{2},...,P_{n}\}} con le rette d'azione concorrenti in un punto {\displaystyle P}, rispetto al polo {\displaystyle Q} risulta essere, avvalendosi della legge di trasporto dei vettori e della definizione di momento:
{\displaystyle \ {\vec {M_{R,Q}}}=\sum _{i=1}^{n}{\vec {QP}}\wedge {\vec {v_{i}}}}
Consideriamo ogni vettore scomponibile lungo direzioni principali, (per semplicità operiamo nel piano, si può  generalizzare nello spazio a tre dimensioni):
{\displaystyle {\vec {v_{i}}}=v_{ix}\cdot {\vec {x}}+v_{iy}\cdot {\vec {y}}}
e ancora scomponiamo il vettore posizione {\displaystyle {\vec {QP}}} nelle sue componenti cartesiane
{\displaystyle {\vec {QP}}=QP_{x}\cdot {\vec {x}}+QP_{y}\cdot {\vec {y}}}
Sostituendo si trova
{\displaystyle {\vec {M_{R,Q}}}=\sum _{i=1}^{n}(QP_{x}\cdot {\vec {x}}+QP_{y}\cdot {\vec {y}})\wedge (v_{ix}\cdot {\vec {x}}+v_{iy}\cdot {\vec {y}})}
Semplificando e sviluppando i prodotti vettoriali si ottiene
{\displaystyle {\vec {M_{R,Q}}}=(QP_{x}\cdot v_{y}-QP_{y}\cdot v_{x}){\vec {z}}}
dove
{\displaystyle v_{x}=\sum _{i=1}^{n}v_{ix}} e {\displaystyle v_{y}=\sum _{i=1}^{n}v_{iy}}
Con questo risultato calcolare il momento risultante non comporta più l'operare con prodotti vettoriali, ma con semplici addizioni e prodotti.